# Општина Шамац
Општина Шамац је општина у Републици Српској, БиХ. Сједиште општине се налази у насељеном мјесту Шамац. Према подацима Агенције за статистику Босне и Херцеговине на попису становништва 2013. године, у општини је пописано 17.273 лица.

## Географија
Општина Шамац је сјевероисточна општина Републике Српске и централна је општина у Посавини. Око Шамца се налазе општине: Вукосавље, Пелагићево, Доњи Жабар, Модрича, Домаљевац-Шамац, Градачац, а на њеном сјеверу су ријека Сава и Република Хрватска. Кроз општину протичу ријеке Сава и Босна, а на простору општине се налази ушће Босне у Саву.

## Насељена мјеста
Подручје општине Шамац чине насељена мјеста:
Баткуша, Брвник*, Гајеви, Горња Слатина, Горњи Хасић, Гребнице*, Доња Слатина, Доњи Хасић, Засавица, Корница, Крушково Поље, Лугови, Ново Село, Његошево*, Обудовац, Писари, Средња Слатина, Тишина, Турсиновац*, Горња и Доња Црквина, Шамац и Шкарић.
(На списку Владе Републике Српске се налази и насељено мјесто Његошево)
Дијелови насељених мјеста Брвник и Гребнице.
Највећа села у општини су Обудовац, Црквина и Горња Слатина.
На простору општине Шамац постоји 25 мјесних заједница:
МЗ Баткуша, МЗ Брвник, МЗ Гајеви, МЗ Горња Слатина, МЗ Горња Црквина, МЗ Горњи Хасић, МЗ Гребнице, МЗ Доња Слатина, МЗ Доња Црквина, МЗ Доњи Хасић, МЗ Засавица, МЗ Корница, МЗ Крушково Поље, МЗ Лугови, МЗ Ново Село, МЗ Ново Село 2, МЗ Обудовац, МЗ Обудовац 2, МЗ Писари, МЗ Средња Слатина, МЗ Српска Тишина, МЗ Турсиновац, МЗ Хрватска Тишина, МЗ Шамац, МЗ Шкарић.

## Насељена мјеста 1991.
По последњем службеном попису становништва из 1991. године, општина Шамац је имала 32.960 становника, распоређених у 22 насеља. Већи дио пријератне општине Босански Шамац остао је у саставу Републике Српске. Име граду и општини промењено је у Шамац. У састав Федерације Босне и Херцеговине ушла су насељена мјеста Базик и Домаљевац, те дијелови насељених мјеста: Шамац, Брвник, Гребнице и Тишина. Од овог подручја формирана је општина Домаљевац-Шамац. Федерацији БиХ припало је и насељено мјесто Пруд, које је припојено општини Оџак.
До 1995. године у општини је било 26 насељених мјеста, а данас их је 22. До Дејтонског мировног споразума општина се простирала на 219, а данас на 184 km², јер су Дејтонским споразумом поменута села Базик, Домаљевац, Пруд и већи дио Гребница припали Федерацији БиХ.

## Политичко уређење

### Општинска администрација
Начелник општине представља и заступа општину и врши извршну функцију у Шамцу. Избор начелника се врши у складу са изборним Законом Републике Српске и изборним Законом БиХ. Општинску администрацију, поред начелника, чини и скупштина општине. Институционални центар општине Шамац је насеље Шамац, гдје су смјештени сви општински органи.
Начелник општине Шамац је Ђорђе Милићевић испред Српске демократске странке, који је на ту функцију ступио након локалних избора у Босни и Херцеговини 2016. године. Састав скупштине Општине Шамац је приказан у табели.

## Становништво
|             | 2013.           | 1991.           | 1981.           | 1971.           | 1961.           |
| Укупно      | 17 273 (100,0%) | 32 960 (100,0%) | 32 320 (100,0%) | 31 374 (100,0%) | 26 612 (100,0%) |
| Срби        | 13 256 (76,74%) | 13 628 (41,35%) | 13 328 (41,24%) | 14 230 (45,36%) | 13 897 (52,22%) |
| Хрвати      | 2 426 (14,05%)  | 14 731 (44,69%) | 14 327 (44,33%) | 14 336 (45,69%) | 11 250 (42,27%) |
| Бошњаци     | 1 265 (7,324%)  | 2 233 (6,775%)1 | 1 725 (5,337%)1 | 2 192 (6,987%)1 | 732 (2,751%)1   |
| Неизјашњени | 151 (0,874%)    | –               | –               | –               | –               |
| Остали      | 51 (0,295%)     | 613 (1,860%)    | 262 (0,811%)    | 88 (0,280%)     | 49 (0,184%)     |
| Босанци     | 31 (0,179%)     | –               | –               | –               | –               |
| Југословени | 27 (0,156%)     | 1 755 (5,325%)  | 2 601 (8,048%)  | 481 (1,533%)    | 628 (2,360%)    |
| Непознато   | 23 (0,133%)     | –               | –               | –               | –               |
| Муслимани   | 16 (0,093%)     | –               | –               | –               | –               |
| Православци | 12 (0,069%)     | –               | –               | –               | –               |
| Црногорци   | 9 (0,052%)      | –               | 33 (0,102%)     | 25 (0,080%)     | 13 (0,049%)     |
| Македонци   | 4 (0,023%)      | –               | 4 (0,012%)      | 4 (0,013%)      | 15 (0,056%)     |
| Словенци    | 2 (0,012%)      | –               | 6 (0,019%)      | 6 (0,019%)      | 10 (0,038%)     |
| Албанци     | –               | –               | 27 (0,084%)     | 8 (0,025%)      | 12 (0,045%)     |
| Мађари      | –               | –               | 7 (0,022%)      | 4 (0,013%)      | 6 (0,023%)      |

1. 1 На пописима од 1971. до 1991. Бошњаци су пописивани углавном као Муслимани.

## Познате личности
- Митар Трифуновић Учо, српски и југословенски револуционар
- Предраг Тасовац, српски глумац
- Зоран Ђинђић, бивши предсједник Владе Републике Србије
- Предраг Николић, српски шахиста
- Сребренко Репчић, бивши фудбалер Црвене звезде и репрезентативац СФРЈ
- Мирослав Товирац, музичар
- Рајко Илишковић, пјесник, историчар и публициста